# Évidemment
Évidemment – singel kanadyjskiej piosenkarki La Zarry wydany cyfrowo 19 lutego 2023.
Utwór reprezentował Francję w 67. Konkursie Piosenki Eurowizji w Liverpoolu (2023).

## Geneza utworu i historia wydania
Piosenkę skomponowali Fatima Zahra Hafdi i Ahmed Saghir, którzy również napisali utwór wraz z Yannick'iem Rastogi'em i Zacharie Raymond, a wyprodukowali duet Banx & Ranx we współpracy Benny'm Adam'em. Singel ukazał się w formacie digital download 19 lutego 2023 za pośrednictwem wytwórni płytowej i dystrybucji Universal Music Group. Wraz z premierą utworu w kanale „Eurovision Song Contest” w serwisie YouTube oraz na żywo podczas programu 20h30 le dimanche wydany został występ pokazowy, nagrany w studiu telewizyjnym w Saint-Denis.
Utwór znalazł się na składance Eurovision Song Contest: Liverpool 2023 (wydana 14 kwietnia 2023).

## Konkurs Piosenki Eurowizji
Piosenkarka 12 stycznia 2023 została wewnętrznie wybrana przez telewizję France 2 do reprezentowania Francji w 67. Konkursie Piosenki Eurowizji w Liverpoolu, a utwór został stworzony w celach konkursowych. 
Losowanie przydzielające poszczególne kraje do półfinałów odbyło się 31 stycznia 2023 w St George’s Hall. Państwa biorące udział w półfinałach zostały podzielone na dwa półfinały, a członkowie Wielkiej Piątki zostali przydzieleni do jednego z półfinałów, w którym będą mogli głosować. Francja jako automatyczny finalista nie weźmie udziału w półfinale, jednak kraj wylosował możliwość głosowania w drugim półfinale, który odbył się 11 maja.

## Lista utworów
| Digital download / media strumieniowe | Digital download / media strumieniowe | Digital download / media strumieniowe |
| Nr                                    | Tytuł utworu                          | Długość                               |
| ------------------------------------- | ------------------------------------- | ------------------------------------- |
| 1.                                    | „Évidemment”                          | 3:01                                  |